# Бідіний Ігор Михайлович
І́гор Миха́йлович Бі́діний — старший сержант Збройних сил України, учасник російсько-української війни.

## З життєпису
Батько — кадровий військовик. Сержант Бідіний брав участь у миротворчих операціях в Югославії та Іраку. Брав участь у боях на сході України. У серпні 2014-го повернувся додому під час ротації.

## Нагороди
за особисту мужність і героїзм, виявлені у захисті державного суверенітету та територіальної цілісності України, вірність військовій присязі під час російсько-української війни, відзначений — нагороджений
- 27 червня 2015 року — орденом «За мужність» III ступеня